# Bidens aristosa
Espèce
Classification phylogénétique
Bidens aristosa est une espèce de plante à fleurs de la famille des Asteraceae.